# Tradiční společnost
Tradiční společnost je sociologický pojem, označující preindustriální společnost založenou na pevných tradicích a zvycích. Jedná se o mnohdy idealizovaný konstrukt současné společnosti.

## Rozdíly mezi tradiční a moderní společností
Tradiční společnost, jejíž počátek bývá zařazován do období po neolitické revoluci, se vyznačovala především orientací na minulost a důležitou rolí sdílených tradic. Jedinec v ní byl pod kontrolou fungujících sociálních institucí, kterými byl nucen, aby žil v souladu s požadavky společnosti. Lidé žili převážně na venkově, kde byla základní sociální jednotkou rodina a jako hlavní zdroj přežití sloužila půda. Postavení individua ve společnosti byla jasně dáno jeho sociálním statutem. Symbolickým univerzem tradiční společnosti bylo náboženství.
Vlny revolucí na přelomu 18. a 19. století měly za následek rozpad původních kontrolních mechanismů tradiční společnosti a vzniku tzv. společnosti moderní, přičemž jako základní předěl mezi těmito dvěma koncepty je možné označit generalizaci trhu.
Moderní společnost oproti společnosti tradiční méně tíhne ke tradicím, značí se proměnlivější sociální strukturou a vyšší sociální mobilitou, následkem čehož jsou lidé nuceni akceptovat více sociálních rolí. Základní sociální institucí se stává trh, který určuje sociální status jedince. Stát začíná více zasahovat do života jedinců, symbolickým univerzem se stává věda.

## Pohledy sociologů

### Auguste Comte
Francouzský sociolog, který je považován za zakladatele sociologie, Auguste Comte, ve svém díle Kurz pozitivní filosofie (1839) vysvětluje dynamiku sociálního rozvoje a to, jak se společnost mění od tradiční společnosti k moderní. Tvrdí, že posun společnosti je naprosto přirozený, není však podle něj potřeba radikálních revolucí. Je nicméně znepokojen pádem všech autorit a ztrátou jasné orientace, což byly právě procesy, které doprovázely rozklad tradičních společností.

### Herbert Spencer
Britský sociolog a filosof Herbert Spencer vnímal tradiční společnost jako společnost vojenskou, ve které je hlavní aktivitou válka a společnost samotná je spravována po vzoru armády, tj. pomocí přísné disciplíny.
Moderní společnost naopak vnímal jako společnost průmyslovou založenou na osobní svobodě, která se místo na válku orientuje na produkování nových hodnot a soužití jedinců v ní je založeno na dobrovolné kooperaci.

### Ferdinand Tönnies
Německý sociolog, ekonom a filosof Ferdinand Tönnies popisuje tradiční a moderní společnost dvěma výrazy – Gemainschaft a Gesellschaft.
Pojem Gemainschaft označuje tradiční společnost, která byla podle Tönniese založená na spolupráci a solidaritě jejích členů, na osobních vazbách mezi nimi a dále na morálce, tradicích či náboženství. Moderní společnost neboli Gesellschaft stojí dle Tönniese na individualismu, odosobněných vztazích, dohodách, právu a veřejném mínění. Hlavním motivem jednání v ní je zisk a každý jedinec chápe druhého jako nástroj k jeho dosažení.

### Émile Durkheim
Francouzský sociolog Émile Durkheim měří společnost především podle proměnné solidarity. Indikátor této proměnné je podle Durkheima charakter právních norem. Z tohoto hlediska usuzuje, že v tradiční společnosti jsou si individua podobná, až zaměnitelná, společnost je tedy spojena tzv. mechanickou solidaritou. Vlastní zájmy jedince nejsou v konfliktu se společností. V moderní společnosti naopak plní každé individuum svou funkci, rozvíjí se dělba práce a platí v ní tzv. organická solidarita – společnost je spojena díky specializaci a odlišnosti jednotlivců, kteří se v důsledku toho navzájem potřebují. Do popředí také vstupují vlastní zájmy.

## Zánik tradiční společnosti – generalizace trhu
Až do počátku 19. století neměla instituce trhu určující roli v ekonomickém životě společnosti. Existující trhy byly v tradičních společnostech navzájem propojené jen minimálně, fungovaly proto spíše na okraji její ekonomiky. Půda i práce byly navíc vázány netržními a mocenskými mechanismy, takže stály zcela mimo trh, navíc neexistoval systém pohyblivých cen, který by ovlivňoval život lidí. Tempo výroby i rozsah směny byly určovány tradicí, náboženstvím a zájmy absolutistických režimů. 
Klíčovou roli při generalizaci trhu sehrálo proniknutí naakumulovaného kapitálu z oblasti dálkového obchodu a finančnictví na menší lokální trhy, což mělo za následek podstoupení všech výrobních faktorů, kterými lokální komunita disponovala, celosvětovým tržním mechanismům. Podle Karla Polanyiho došlo ke vzniku takovéhoto komplexního tržního systému v důsledku používání nákladných strojů ve výrobě. Ty byly rentabilní pouze při produkci velkého množství výrobků a přísunu dostatečného množství surovin. Pokud by nebyly tyto podmínky splněny, kapitál by byl vložen raději do jiného podnikání. Před touto změnou (do 18. stol.) docházelo k ekonomicky neproduktivnímu rozdělení kapitálů. 
Jakmile se trh stal regulátorem společnosti, došlo ke změně celé její struktury – stavovské členění nahradilo rozdělení na třídy. Ve stavovské společnosti bylo právo na statky a služby určováno narozením jedince do daného stavu, zatímco třídní systém vzniká ve chvíli, kdy je postavení jedince dáno tím, co je schopen nabídnout na trhu, který na základě toho určí výši jeho příjmu, od níž se odvíjí jeho společenská pozice a prestiž.